# Sutatta Udomsilp
Sutatta Udomsilp (สุทัตตา อุดมศิลป์, 5 de junio de 1997), también conocida como PunPun (ปันปัน) es una actriz tailandesa.

## Biografía
Nacida en Bangkok el 5 de junio de 1997, es la menor de tres hermanos, tiene un hermano y una hermana mayor.

### Carrera
Entró al mundo del espectáculo a la edad de 4 años como modelo en varios anuncios y posteriormente se unió a la película Ladda Land. Más tarde, fue seleccionada para unirse al elenco de la película Rak 7 pi di 7 hon por la cual recibió el premio a la estrella en ascenso

## Filmografía

### Cine
- Ladda Land,[9] dirigida por Sophon Sakdaphisit (2011)
- Rak 7 pi di 7 hon,[10] dirigida por Jira Maligool, Adisorn Trisirikasem y Paween Purikitpanya (2012)
- Ruedoo ron nan chan tai, dirigida por Saranyoo Jiralak (2013)
- May who?,[11] dirigida por Chayanop Boonprakob (2015)

### Televisión
- Love Rhythm, (2008)
- Thang charng puark, (2008)
- Muad ohpas, (2011)
- 4 roon 4 woon, (2012)
- Hormones: The Series, 27 episodios (2013#-2015)
- Phuean hian.. rongrian lon, 1 episodio (2014)
- Pee roon pram rak, 12 episodios (2016)
- U-Prince Series, 4 episodios (2016)
- I Hate You I Love You - serie web, 5 episodios (2016)
- Secret Seven - Thoe khon ngao kap khao thang chet, 12 episodios (2017)
- Wolf - Game la thoe, en producción (2018)
- Bangkok Love Stories: Plead (2019)
- Raan Dok Ngiw (2021)
- Devil Sister (2021)